# France II (voilier)
Pour les articles homonymes, voir France (homonymie), section Navires.
Le France II est un navire marchand français, lancé en 1911, équipé de cinq mâts, mais aussi de deux moteurs. Il fut le plus grand voilier du monde pendant 77 ans (le Club Med 1, lancé en 1988, est plus grand).

## Histoire

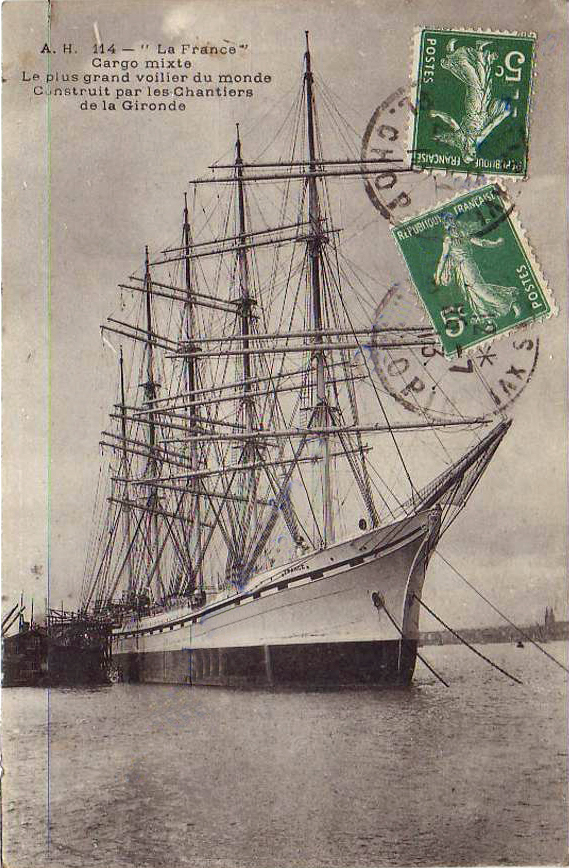
Le France II à Bordeaux.

Il est considéré comme étant un voilier puisque ses déplacements sont principalement tirés de la force du vent. Son gréement est de type cinq-mâts barque. Il est également propulsé par deux moteurs Schneider de 900 chevaux, installés à la construction et déposés après la Guerre de 1914.
Il est construit par les Chantiers de la Gironde à Lormont près de Bordeaux de 1911 à 1913 sous la direction de l'ingénieur en chef Gustave Leverne (1861-1940), dont ce fut l'œuvre majeure, pour l'armateur rouennais la Société anonyme des navires mixtes Prentout-Leblond.
Avec ses 142 m, il est le quatrième plus long voilier et le plus grand voilier au monde lorsqu'on ajoute plusieurs critères tels la largeur, la jauge brute, la surface de voilure (cf : la liste des plus grands voiliers). 
Il est équipé (fait rare pour un voilier de l'époque) de la transmission sans fil (TSF), qui lui permet notamment de bénéficier de renseignements météo auprès des vapeurs naviguant dans les mêmes parages. 
Il comporte des installations pour un nombre restreint de passagers : en effet, au début du XXe siècle, les médecins conseillent les longs voyages en mer pour combattre les affections pulmonaires.  
Il est équipé de deux hélices latérales, tournant à 240 tours par minute maximum, mues par deux moteurs Diesel Schneider de 900 chevaux chacun, permettant au navire de naviguer à une vitesse de dix nœuds avec une consommation de pétrole brut de 220 grammes par cheval heure. Ces moteurs auxiliaires lui permettent des traversées plus courtes que les purs voiliers et lui sauveront la mise lors de l'attaque d'un U - Boot, mais les hélices fixes créent une certaine traînée en marche sous voiles, même si, tournant en moulinet, elles peuvent entraîner un compresseur d'air (pour les bouteilles de démarrage des Diesels) ou une génératrice électrique. 
Après guerre, une conversion est envisagée : montage de moteurs plus puissants et plus fiables et transformation du gréement en goélette à cinq mâts à la façon des grands schooners américains. Toutefois, des voiles de cette taille d'une seule pièce sont quasi impossibles à réaliser. Finalement, les moteurs et les hélices sont tout simplement débarqués en 1919, ce qui sera fatal au navire. 

## Ses voyages
Comme tous les voiliers de la compagnie Prentout-Leblond, il est affecté à la ligne de Nouvelle-Calédonie (transport de nickel) et, brièvement après la guerre de 1914-1918, au blé d'Australie. Il rallie depuis la France la Nouvelle-Calédonie en principe en 80 jours (100 jours pour le retour), mais ne fait que deux fois ce voyage, juste avant la Première Guerre mondiale pour le premier et peu après le début du conflit pour le second ; mais ces voyages s'avèrent non rentables et il fait du tramping pendant le reste du conflit. Il retourne en Nouvelle-Calédonie en juin 1922, mais ce voyage lui est fatal. 
Le 11 juillet 1922, le France II s'échoue sur le récif de Goya en Nouvelle-Calédonie, par temps calme, en voulant franchir la passe du lagon où il doit charger du chrome et du nickel (le navire lège, qui n'a plus ses moteurs d'appoint, est peu manœuvrable).
Le sauvetage serait possible mais les frets des blés d'Australie, initialement élevés, sont en chute libre avec la reprise de l'agriculture en Europe. Finalement, tout le matériel récupérable est démonté et l'épave abandonnée. Le navire n'aura fait en tout que 7 voyages transatlantiques complets, le huitième lui étant fatal. 
Durant la Seconde Guerre mondiale, l'épave servira de but de tir d'exercice à l'aéronavale américaine (Guerre du Pacifique) et sera très endommagée.
En 2006, la coque métallique de l'épave est toujours visible.

## Postérité
Le Flying Clipper, nouveau voilier de croisière de la compagnie Star Clippers, initialement prévu pour être livré en été 2017, est en cours d'achèvement en 2019.
Il est présenté par son armateur comme une version moderne du France II et a été lancé le 10 juin 2017 sur le chantier croate Brodosplit.

## Galerie

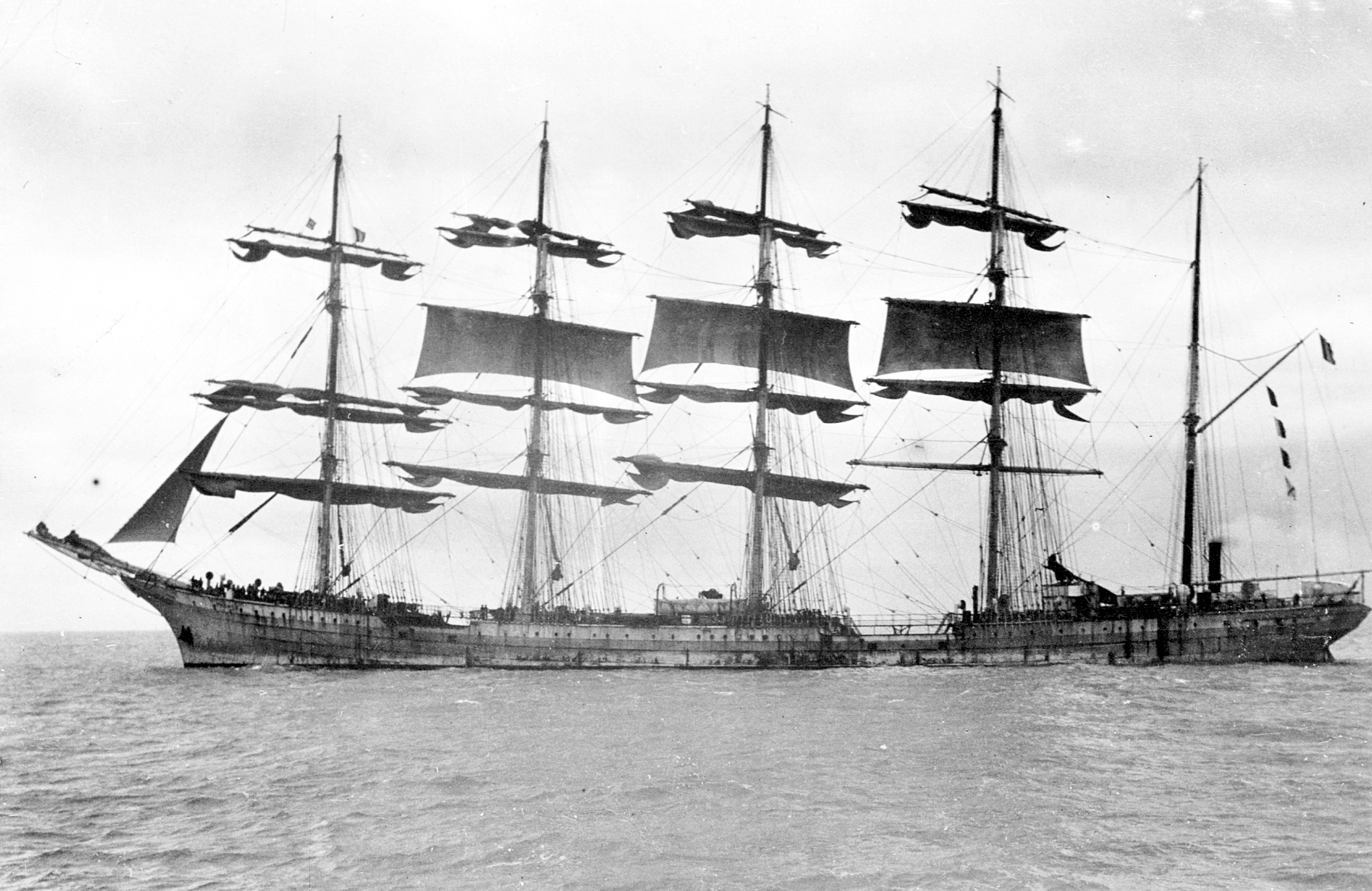
France
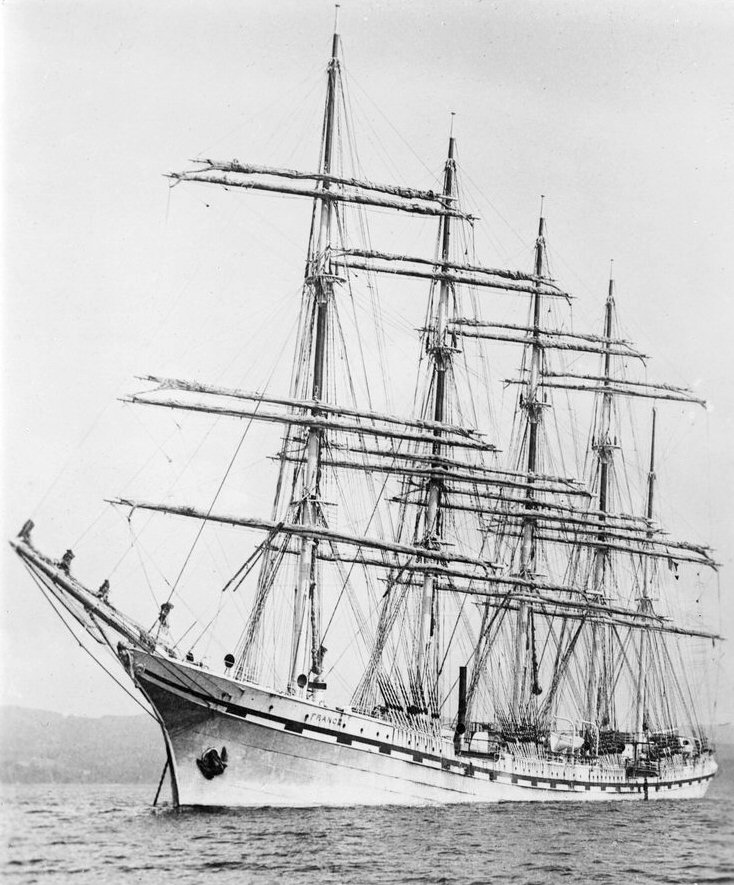
France II
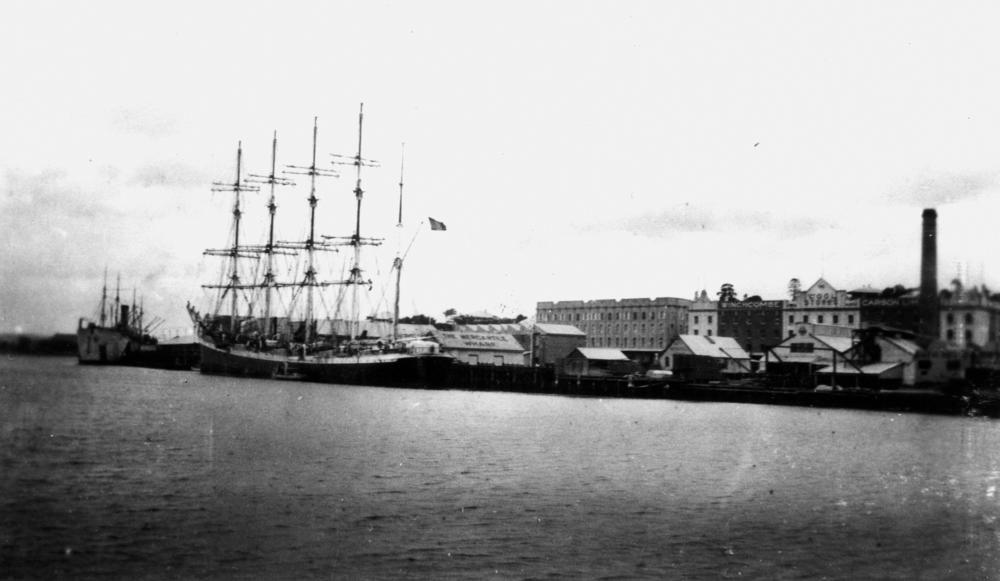
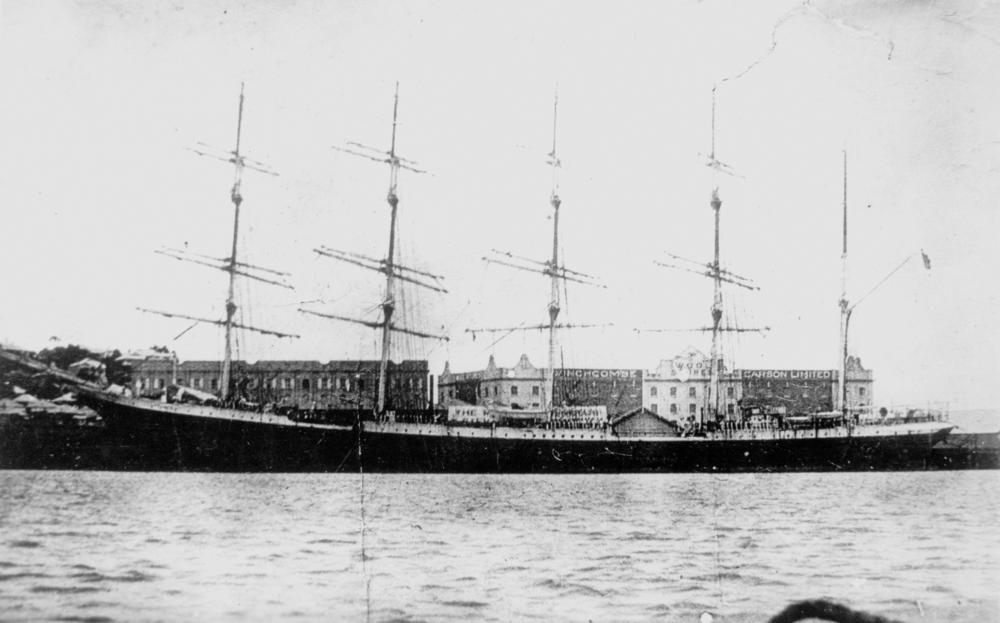
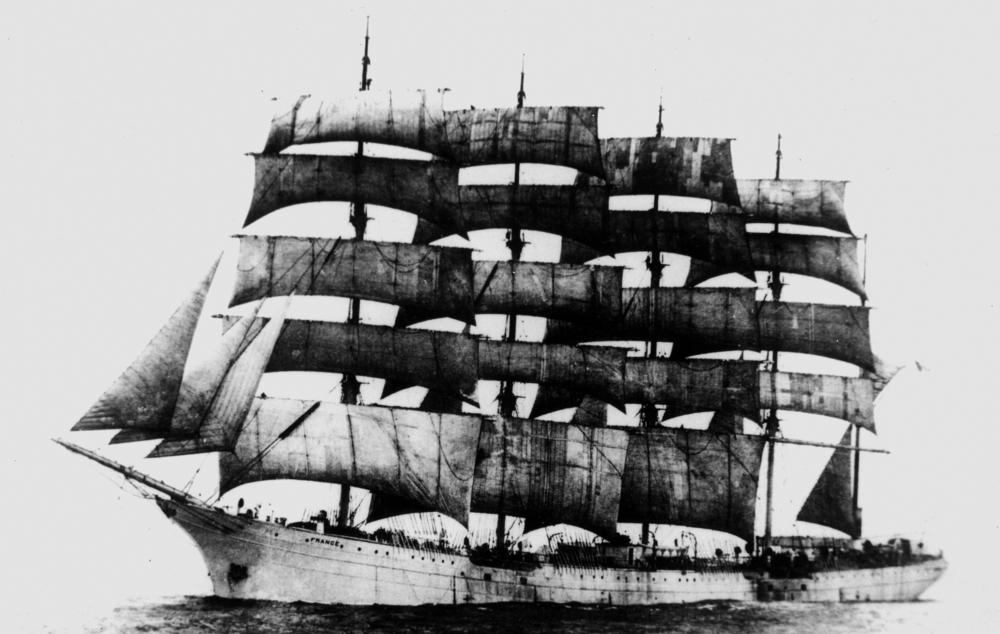